# Спирков вражек
Спирков вра́жек (Дегу́нинский руче́й, Спиркин овра́г) — небольшая река в Северном административном округе Москвы, левый приток Лихоборки. Протекает по территории Западного Дегунино, Дмитровского и Головинского районов. По степени техногенной трансформации относится к IV классу — речное русло заключено в подземный коллектор, поверхностный водоток утрачен.
Длина реки составляет 4,8 км, площадь водосборного бассейна — 5-7 км². Исток расположен на территории парка «Вагоноремонт». Водоток проходит на юг через водоёмы парка «Ангарские Пруды». Далее пересекает Талдомскую улицу и протекает вдоль Коровинского шоссе и Дегунинской улицы. Река течёт через Дегунинский пруд, после которого поворачивает на юго-запад и пересекает Северо-Восточную хорду. Устье расположено между домами № 5 и 7 по Лихоборской набережной.
Своё название ручей получил по селу Дегунино. Гидронимы Спирков вражек и Спиркин овраг имеют антропонимическое происхождение и связаны с именем Спиридон.